# Anthemiphyllia frustum
Anthemiphyllia frustum is een rifkoralensoort uit de familie van de Anthemiphylliidae. De wetenschappelijke naam van de soort is voor het eerst geldig gepubliceerd in 1994 door Cairns.